# Ebersberg (Steigerwald)
Der Ebersberg ist ein 450 m ü. NHN hoher Berg im Steigerwald. Er liegt in den Gemeinden Sand am Main und Knetzgau, beides Gemeinden im unterfränkischen Landkreis Haßberge.

## Geographische Lage
Der Berg befindet sich an der Nordabdachung des Steigerwaldes, überwiegend in der Gemeinde Sand am Main. Etwa einen Kilometer östlich von Zell am Ebersberg, einem Ortsteil von Knetzgau, erhebt sich der Ebersberg rund 150 Meter über die flache Ebene, ist jedoch nicht so markant wie der nordwestlich gelegene Große Knetzberg. Südwestlich des Ebersbergs befindet sich der mit 409 m ü. NHN deutlich niedrigere Hollacher Berg.
Südlich des Berges fließt der Marsbach, ein Zufluss des Stöckigsbachs. Der Berg gehört zur Gemarkung Zeller Forst-West. Am nördlichen Bergrücken entspringt die Limbachquelle, die den Ursprung des Stegsgrabens bildet, eines Zuflusses des Mains. Am Ebersberg befindet sich auch der Diebrunn, die Quelle des Weidenmühlbachs, der ebenfalls in den Main fließt. Zudem liegt am südwestlichen Teil des Berges der Eselsbrunnen. Westlich des Berges, am Schloßberg, steht das bekannte Denkmal der Burgruine Ebersberg. Dieses Denkmal trägt die offizielle Bezeichnung Untertägige Bauteile der mittelalterlichen bis neuzeitlichen Burgruine mit der Nummer D-6-6029-0015. Es sind noch einige Mauer- und Fundamentreste erhalten.
Südöstlich des Ebersbergs liegt Oberschleichach, ein Ortsteil von Oberaurach.

## Siedlungs- und Nutzungsgeschichte
Der Ebersberg ist für seine historischen Stätten bekannt. Am südlichen Anstieg, im Naturschutzgebiet Naturwaldreservat Mordgrund, befindet sich das Denkmal Hügelgräber bei Zell am Ebersberg mit der Nummer D-6-6029-0022. Zudem liegt am Ebersberg das Denkmal Abschnittsbefestigung vor- und frühgeschichtlicher Zeitstellung sowie mittelalterlicher Burgstall Ebersberg, bei dem es sich um eine abgegangene mittelalterliche Höhenburg handelt. Von der Burg ist heute nur noch der Graben erhalten. Dieses Denkmal ist mit der Nummer D-6-6029-0001 verzeichnet.

## Naturschutz
Der Naturwald Knetzberge-Böhlgrund erstreckt sich entlang des Ebersbergs und zählt zu den größten Waldschutzgebieten und Naturwäldern in Bayern. Der Berg ist vollständig in die Schutzzonen des FFH-Gebiets Buchenwälder und Wiesentäler des Nordsteigerwalds sowie des Vogelschutzgebiets Oberer Steigerwald integriert. Im Rahmen des Eichen-Ringelwaldprojekts, das am Großen und Kleinen Knetzberg durchgeführt wurde, konnten 10.595 xylobionte Käferarten erfasst werden. Diese Zahl repräsentiert etwa die Hälfte der gesamten Käferpopulation im Nordsteigerwald. Von den 301 dokumentierten Arten waren 22 zuvor in dieser Region unbekannt, darunter der streng geschützte Hirschkäfer. Besonders erwähnenswert sind die neun nachgewiesenen Urwaldreliktarten, zu denen auch der seltene Breitschulterbock gehört. Außerdem wurde der Scharlachrote Plattkäfer als FFH-Art nachgewiesen.
Der Ebersberg liegt innerhalb des Naturparks Steigerwald. Am Fuße des Berges befindet sich das Naturschutzgebiet Naturwaldreservat Mordgrund, das ebenfalls Teil des Großschutzgebiets Naturwald Knetzberge-Böhlgrund ist.

## Tourismus
Verschiedene Wanderwege verlaufen über den Ebersberg, darunter der Kelten-Erlebnisweg, dessen Emblem eine abstrahierte Darstellung einer keltischen Vogelkopffibel zeigt, die als Gewandspange diente. Das Originalartefakt stammt aus der Bronzezeit, etwa um 450 v. Chr., und wurde in der keltischen Höhensiedlung auf dem Kleinen Knetzberg entdeckt. Zudem verläuft der zertifizierte Fernwanderweg Steigerwald-Panoramaweg über den Ebersberg, der eine Länge von 161 Kilometern hat und 2009 konzipiert wurde. Auch der Fränkische Marienweg sowie der Mainwanderweg, beides ebenfalls Fernwanderwege, führen über den Ebersberg.